# Mona esquirol comuna
La mona esquirol comuna (Saimiri sciureus) és una espècie de mico de la família dels cèbids que viu a Sud-amèrica.

## Subespècies
- Saimiri sciureus sciureus
- Saimiri sciureus albigena
- Saimiri sciureus cassiquiarensis
- Saimiri sciureus macrodon